# جينادي ميخاسيفيتش
جينادي ميخاسيفيتش ( 7 أبريل 1947-25 سبتمبر 1987) كان قاتلًا متسلسلًا سوفييتيًا غزير الإنتاج. قام بقتل ما لا يقل عن 36 امرأة خلال الفترة من 1971 إلى 1985 في فيتيبسك وبولوتسك والمناطق الريفية في المناطق المجاورة لجمهورية بيلاروسيا الاشتراكية السوفيتية.

## سيرته
وُلِد جينادي موديستوفيتش ميخاسيفيتش في قرية إيست منطقة فيتيبسك عام 1947، وخدم في الجيش. ارتكب أول جريمة قتل في مايو 1971. أوضح هو نفسه في وقت لاحق أن موجة القتل بدأت بعد عودته من الجيش ليكتشف أن صديقته تركته وتزوجت في تلك الأثناء. وفي ليلة 14 مايو 1971، كان في طريقه من فيتيبسك إلى بولوتسك. لقد كان الوقت متأخرًا ولم يتمكن من ركوب الحافلة المتجهة إلى بولوتسك حيث يعيش والديه. وأفاد ميخاسيفيتش أنه كان يشعر بالإحباط بسبب انفصاله عن صديقته، وأعد حبلاً لشنق نفسه به. لكن بالصدفة، صادف امرأة شابة على الطريق، ومن أجل تنفيس غضبه، قرر قتلها. وفي أكتوبر 1971، أقدم مرة أخرى على قتل امرأتين، وخنق امرأتين أخريين في عام 1972، بالقرب من فيتيبسك. تخرج ميخاسيفيتش من مدرسة فنية في فيتيبسك في عام 1973 وعاد إلى إيست، وبدأ العمل في سوفخوز. تزوج في عام 1976.
ارتكب العديد من جرائم القتل لتسهيل الاغتصاب. كان يخنق ضحاياه أو يخنقهم بشكل ثابت، إما بالاعتداء عليهم في أماكن منعزلة أو، في السنوات اللاحقة، بعد إغرائهم بالدخول إلى سيارته الزابوروجيت الحمراء أو السيارات في مكان عمله (حصل لاحقًا على وظيفة في ورشة لإصلاح السيارات). ولم يكن ميخاسيفيتش يحمل أسلحة، بل اختار بدلاً من ذلك استخدام مجموعة متنوعة من الوسائل المرتجلة، بما في ذلك في إحدى الحالات، حبل مصنوع من الجاودار. بالإضافة إلى القتل، كان يسرق ضحاياه من أموال وأشياء ثمينة، بعضها كان يقدمه فيما بعد لزوجته كهدية. وكان يأخذ أيضًا بعض الأدوات المنزلية العادية، مثل المقص.
في المظهر الخارجي، كان ميخاسيفيتش رجلاً صالحًا من الأسرة، وكان يمتنع عن الكحوليات ولديه طفلان وكان عاملاً ضميريًا، وعضوًا في الحزب الشيوعي (كما عمل كمسؤول محلي في الحزب) وفي جمعية المتطوعين الشعبية.
بدأ التحقيق يتقدم في ثمانينيات القرن العشرين، حيث كان المحقق الشاب نيكولاي إجناتوفيتش يعتقد اعتقادًا راسخًا أن جميع جرائم قتل الإناث بالقرب من الطرق السريعة في المنطقة لم تكن حالات منفصلة ومعزولة كما اعتقد المحققون السابقون، بل ارتكبها في الواقع شخص واحد، وهو قاتل متسلسل. كما اشتبهت الشرطة في أن القاتل المتسلسل كان يستخدم سيارة زابوروجيت حمراء؛ وعندما بدأوا في فحص جميع سكان المنطقة الذين يمتلكون مثل هذه السيارة، شارك ميخاسيفيتش، بصفته دروزينيك، في هذه الإجراءات - في الأساس، البحث عن نفسه. وقد أعطاه هذا أيضًا نظرة ثاقبة في التحقيق نفسه، مما مكنه من التعرف على الخطوات التي اتخذها المحققون مسبقًا، وسمح لميخاسيفيتش بالتخطيط لخطواته الخاصة لتجنبهم. كان عام 1984 مليئًا بالجرائم بالنسبة للقاتل: فقد قتل 12 امرأة في هذا العام وحده.
في النهاية، ارتكب ميخاسيفيتش، الذي أصبح الآن قلقًا، خطأً فادحًا. ومن أجل إفشال التحقيق، أرسل رسالة مجهولة المصدر إلى الصحيفة المحلية نيابة عن منظمة سرية وهمية تدعى "وطنيو فيتيبسك"، يدعو فيها زملاءه الناشطين إلى تكثيف نضالهم لقتل الشيوعيين والنساء الفاسقات. وعندما ترك مذكرة مماثلة مكتوبة بخط اليد بجوار ضحيته الجديدة، وموقعة مرة أخرى نيابة عن "وطنيي فيتيبسك"، بدأ المحققون في التأكد من خط يد السكان الذكور في المنطقة. وبعد فحص 556 ألف عينة، اكتشف الخبراء أن العينة التي تحمل خط يد جينادي موديستوفيتش ميخاسيفيتش تحمل تشابهاً مذهلاً مع خط اليد الموجود على مذكرات القاتل. وأسفرت التحقيقات الإضافية عن أدلة أخرى أقنعت المتهمين بإدانة ميخاسيفيتش.
وألقي القبض عليه أخيراً في ديسمبر 1985. وجده الأطباء النفسيون عاقلاً وتم تشخيص حالته بالاعتلال النفسي. وبعد إنكاره الأولي، اعترف وحكم عليه بالإعدام وأُعدم رمياً بالرصاص في عام 1987. أصبحت قضيته سيئة السمعة في الاتحاد السوفيتي ("قضية فيتيبسك"، "عملية فيتيبسك")، حيث كشفت كيف حاول المحققون الفاسدون إغلاق القضايا بسرعة: بحلول الوقت الذي تم فيه القبض على ميخاسيفيتش أخيرًا، كان 14 شخصًا قد أدينوا بالفعل بالجرائم التي ارتكبها ميخاسيفيتش، وحُكم على اثنين منهم بالإعدام وتم إعدامهما بجرائم لم يرتكبوها.